# Gibson Les Paul
De Gibson Les Paul is een van de bekendste solid-body-gitaarmodellen van de Amerikaanse fabrikant Gibson. De productie begon vroeg in de jaren 50 in de Gibson-fabriek in Kalamazoo. Tot op de dag van vandaag is de gitaar nog steeds zeer geliefd bij gitaristen over de hele wereld. De gitaar werd onder anderen gebruikt door Mark Knopfler (Dire Straits), Duane Allman, Peter Green, Jeff Beck, Jimmy Page (Led Zeppelin), Slash (Guns N' Roses), Jan Akkerman, Joe Perry (Aerosmith), Eric Clapton, Zakk Wylde, Lenny Kravitz, Billy Gibbons (ZZ-Top),Keith Richards (The Rolling Stones) en Bob Marley.

## Ontstaan
De Gibson Les Paul ontstond als reactie op het succes van de Fender Telecaster. Gitarist Les Paul werd door de directeur van Gibson, Ted McCarty, binnengehaald als consultant. Les Paul gebruikte een massieve klankkast met een mahoniehouten hals voor zijn gitaren. Dit maakte de gitaar weliswaar zwaarder en minder comfortabel om te dragen maar je kreeg een warme, volle klank, die toelaat om bijna elk genre te spelen; van jazz tot heavy metal.
Les Paul ontdekte dit toen hij een oplossing zocht voor het bekende probleem met hollow-body gitaren: feedback (het rondzingen van geluid doordat de gitaar het geluid uit de versterker opnieuw opvangt). Les Paul nam een Epiphone-gitaar met een holle klankkast en zaagde die in de lengte doormidden. Tussen de twee delen monteerde hij een massief stuk hout ("The Log") waarin hij zijn elementen plaatste. De feedback was drastisch verminderd en de sustain verhoogd, een eerste stap vooruit. Later verving hij ook de twee holle gedeelten door een volledig massieve klankkast.

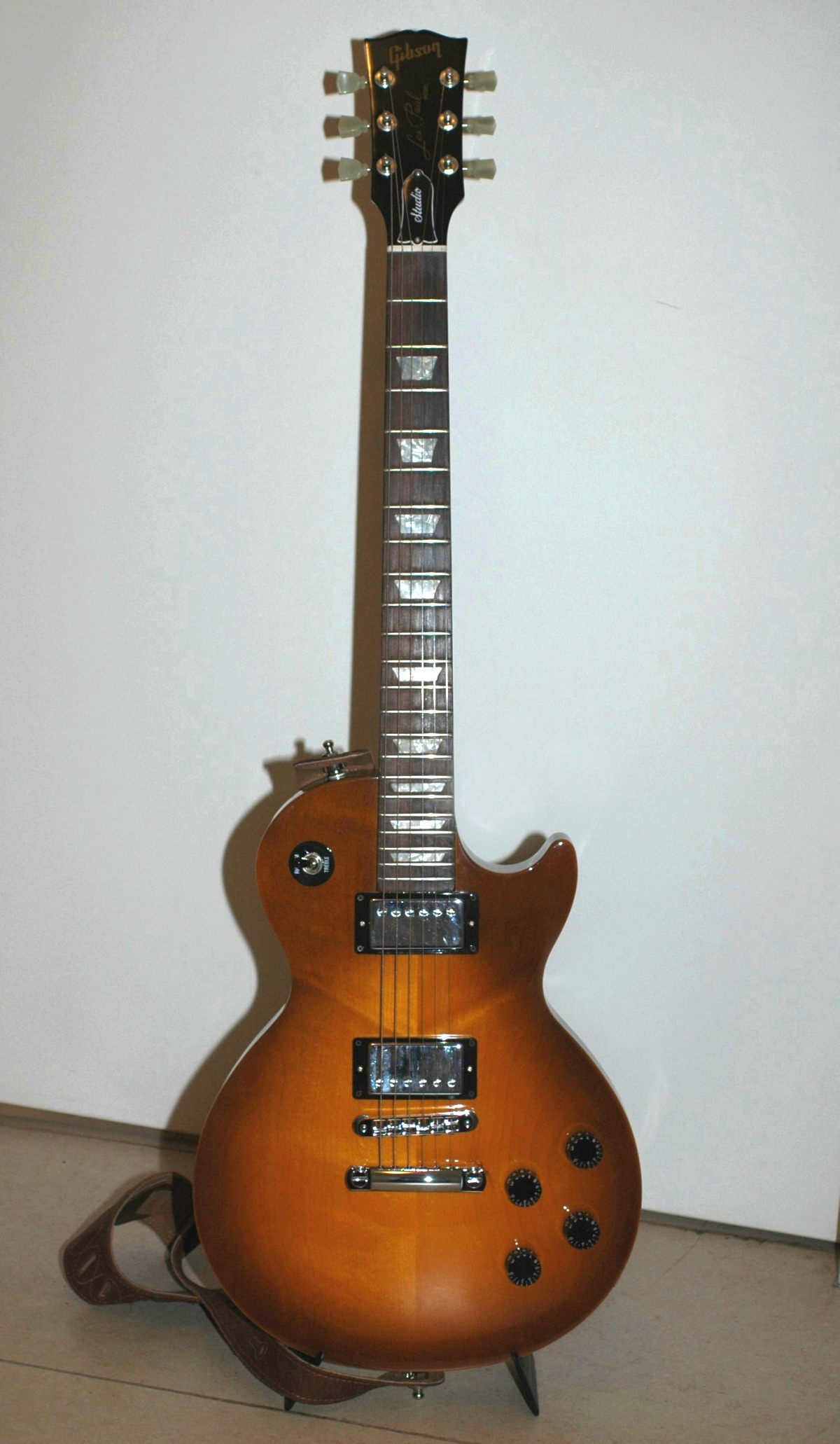
Gibson Les Paul Studio

## Uitvoeringen

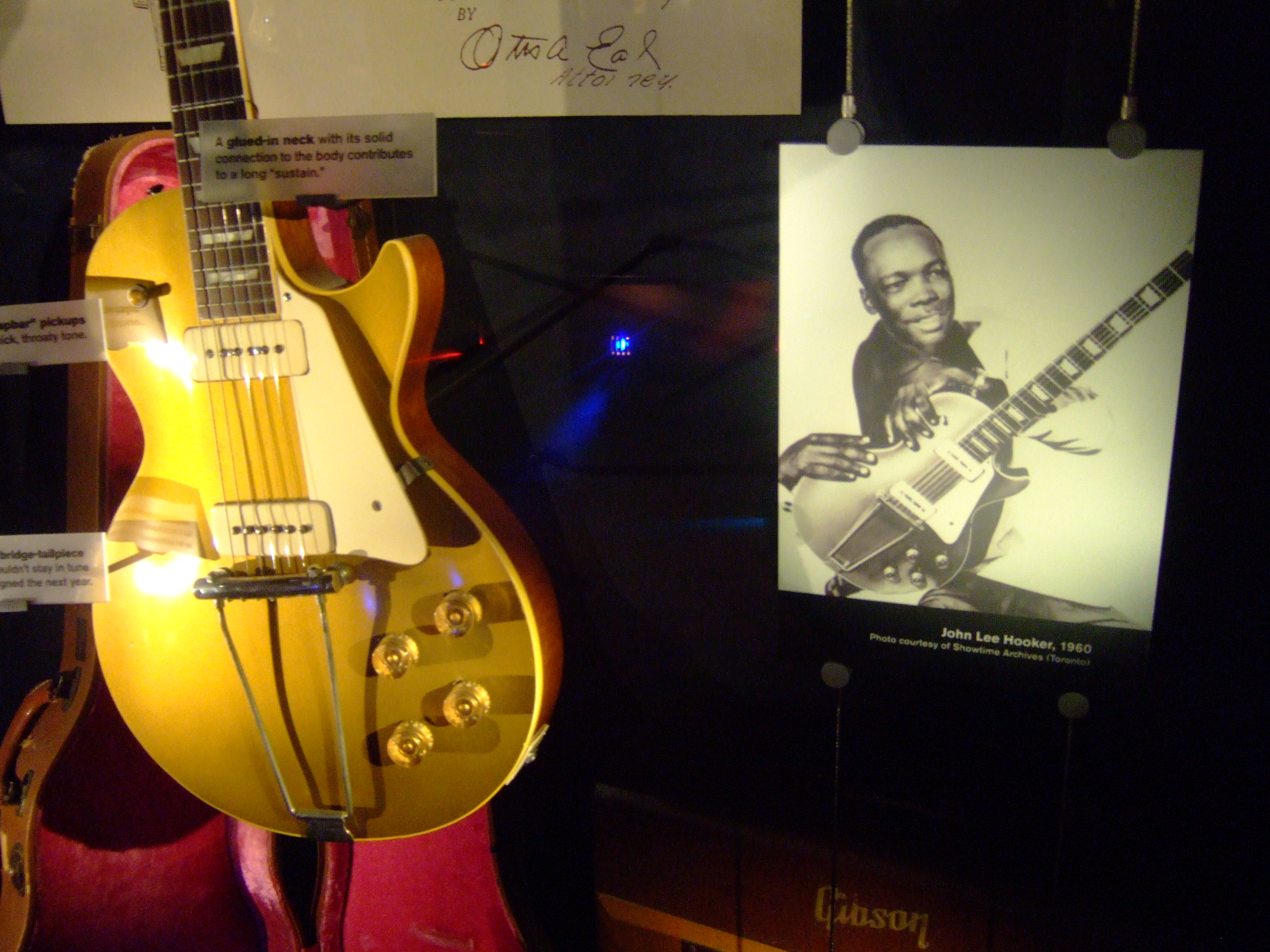
Les Paul Goldtop uit 1952 met trapezebrug

Van de Gibson Les Paul bestaan diverse uitvoeringen, waaronder:
- Les Paul Goldtop, de eerste Les Paul-uitvoering, met P-90-enkelspoels elementen en meestal een goudkleurig gelakte voorzijde. Hele vroege versies hadden een trapezium-brug. Die brug bemoeilijkte de bespeelbaarheid. Als de snaren bovenlangs werden geleid dan zaten de snaren oncomfortabel hoog boven de toets. Werden ze onderlangs geleid dan ging dat ten koste van sustain en de mogelijkheid tot handpalm-demping op de brug. De trapeziumbrug werd al gauw werd vervangen door eerst een wrap-over brug en daarna door een Tune-o-Matic brug met een stop-bar staartstuk. Productiejaren:1952 t/m 1958, 1968-heden. De naam Goldtop was in eerste instantie een bijnaam. Hij heette aanvankelijk simpelweg Les Paul zonder toevoeging. Dit model wordt tegenwoordig ook wel eens als het '56 model aangeduid, naar het jaartal waarin de kinderziektes rond om de brug waren overwonnen.
- Les Paul Standard, geïntroduceerd als opvolger van de Goldtop (hoewel er uitvoeringen met een goudkleurige top zijn die ook Goldtop worden genoemd) en was uitgevoerd met stillere PAF-humbuckers en vaak met transparante lak afgewerkt waardoor de nerven van de esdoorn top goed zichtbaar zijn. De Standard is na zijn herintroductie in de loop der jaren vaak gemoderniseerd. Ook de naam Standard was in eerste instantie niet de officiële naam. Men sprak in de vroege jaren 1960 over the new model, het nieuwe model, (afgezet tegen het oude model nu bekend als de Goldtop). De eerste sunbursts (sunbursts zijn transparant rood langs de randen en transparant geel in het midden) zijn er veel geel geworden omdat het rode pigment door UV-licht werd afgebroken. Ook zijn er bursts die nu een kleurovergang van zwart naar geel hebben omdat het daarbij gebruikte rode pigment naar zwart verkleurde. Halverwege 1960 paste Gibson de manier van lakken aan om een duurzamer sunburst-afwerking te creëren. Deze afwerking staat bekend als de tomato soup burst. De verkleuringen die bij een deel van de gitaristen geliefd zijn worden tegenwoordig ook op nieuwe gitaren toegepast. De op de verbleekte versie lijkende afwerking wordt lemon burst genoemd en de donker geworden afwerking wordt vintage sunburst genoemd.
Productiejaren:1958-1960 1976-heden.

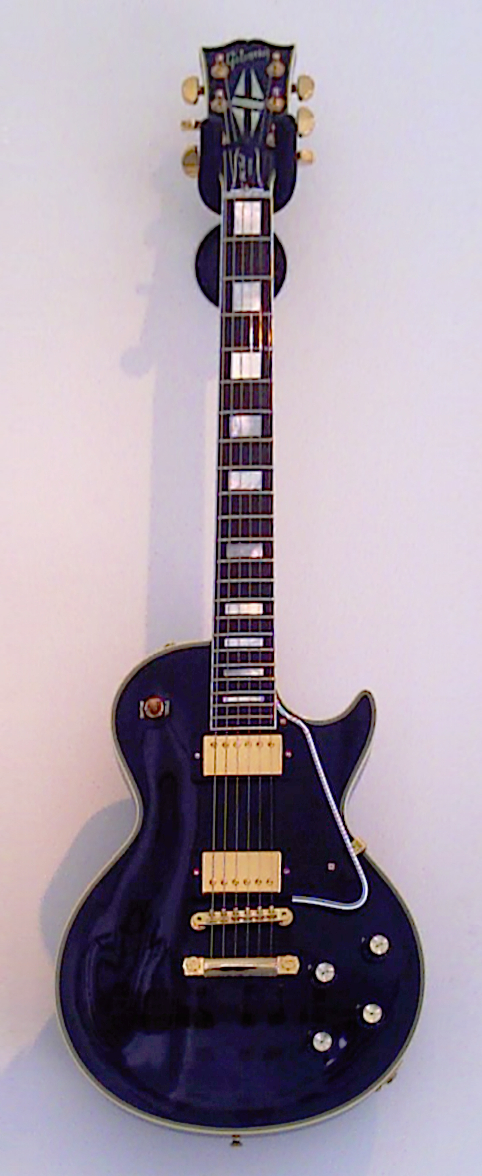
Les Paul Custom

- Les Paul Custom, luxe uitvoering met sierrand (binding) op zowel voor- als achterzijde van de body, een luxe kop met het bekende 'diamant' logo en kapjes over de elementen. De bekendste uitvoering is die met een ondoorzichtige, zwarte laklaag en goudkleurige hardware. De gitaar is iets dikker en daardoor zwaarder dan de Les Paul Standard wat de gitaar andere klankeigenschappen geeft. Vroege modellen waren uitgevoerd met P90-elementen. En hele vroege modellen hadden een mahonie top in plaats van de voor een Les Paul gebruikelijke esdoorn top. Door die mahonie top klinken deze uitvoeringen donkerder. De zeldzame zwarte uitvoering met drie PAF-humbuckers staat bekend als de Black Beauty. Een bijzondere variant op de Custom was de Les Paul Artisan uit de periode 1976-1982; deze was met drie humbucker en een donkerbruine transparante laklaag uitgevoerd en voorzien van de bloemetjes-inleg en logo zoals die op de Banjo’s van Gibson werden gebruikt. De Artisan werd als duurste Les Paul model in gelimiteerde oplages geadverteerd. Productiejaren:1954-1960 1968-heden
- Les Paul Deluxe, maakte oorspronkelijk gebruik van de body en hals van onvoltooide, overgebleven, uit productie genomen Les Paul Goldtops die nog in de oude voorraad van de Gibson fabrieken lagen, maar in plaats van P90 "soapbar" elementen werden er Epiphone mini-humbuckers op geplaatst. Gibson, eigenaar van Epiphone, ontwikkelde een speciale montage-ring om de mini humbuckers in de elementholtes met het formaat van de grotere soapbar-P90 te kunnen laten passen. Gevolg hiervan is een helderder geluid dan de Les Paul Standard maar warmer en steviger dan de Les Paul Goldtop. Een klein aantal Deluxes werd op aanvraag van de klant, die eigenlijk de tot 1976 niet leverbare Les Paul Standard wilde hebben, aangepast en met PAF-humbuckers geleverd. Toen de voorraad onafgebouwde Goldtops was opgebruikt ging Gibson deze onderdelen weer produceren. Deze latere Deluxes waren in meerdere kleuren beschikbaar terwijl de vroege vooral in goudkleur geleverd werden. Productiejaren: 1969-1985
- Les Paul Studio, een sober uitgevoerde versie met een dunnere en daardoor lichtere body die is bedoeld voor opnames. In productie sinds 1983.
- Les Paul Studio Lite, een versie waarbij in de body een deel van het mahonie werd vervangen door balsahout (Gibson zelf noemde het "chromyte") om zo het gewicht van de gitaar te verminderen. Deze versie werd geproduceerd in de periode 1990-1998.
- Les Paul Classic gebaseerd op de Les Paul Standaard uit de vroege jaren 1960. Heeft geen moderne eigenschappen die in de loop der jaren aan de Les Paul Standard zijn toegevoegd.
- Les Paul Modern een variant op de Standard die minder conventioneel is. Meest opvallend is dat de hiel body rond de hak veel dunner is gemaakt waardoor de hoogste frets comfortabeler zijn te bereiken. Ook een kill switch, coil split, locking tuners en een metalen jack-montageplaat zijn moderne eigenschappen. Verder bevat deze een mahonie hals met een ebben toets en is er gewicht bespaart door kleine holle plekken in de body te maken.
- Les Paul Junior platte gitaar zonder top met een p90-element en een wrap-over brug. Bij introductie als instapmodel bedoeld.
- ‘'Les Paul Special als de Les Paul Junior maar met twee p90-elementen uitgevoerd.
- Les Paul Standard-Faded een "betaalbaardere" uitvoering waarbij niet op de klankkwaliteit is ingeleverd maar wel op uiterlijke afwerking. Voor de top wordt esdoorn zonder bijzondere tekening gebruikt en is de laklaag betrekkelijk simpel uitgevoerd.
- Les Paul faded double cutaway
- Les Paul goddess
- Les Paul GT, een goudkleurige Les Paul met P-90 elementen.
- Les Paul Supreme, een luxe versie.
- Les Paul Axcess, een versie met een dunnere body en afgeschuinde achterzijde, waardoor de gitaar lichter en comfortabeler aanvoelt.
- Les Paul Tribute
- Les Paul Melody Maker (niet te verwarren met de Gibson Melody Maker) een zeer dunne les Paul die het midden neemt tussen de Les Paul Special en de Les Paul Studio

Gibson brengt geregeld een Les Paul op de markt in beperkte oplage (limited edition) als collectors item.

### Opvallende uitvoeringen
Hele vroege uitvoeringen van de Gibson SG heetten Les Paul SG en moesten de Les Paul-serie vervangen. Les Paul vond deze instrumenten die hij niet zelf ontworpen had niet mooi en vroeg Gibson zijn naam er niet langer aan te verbinden. Zijn toenmalige vrouw en muziekpartner, Mary Ford, speelde overigens wel nog enkele jaren op een Les Paul SG Custom.
De HD.6X-Pro Digital Les Paul bevat een hexafonisch element. Hierbij wordt het geluid van elke snaar afzonderlijk opgenomen, waardoor het geluid digitaal te verwerken is en kan worden omgezet in andere (gitaar)geluiden via "Guitar modelling technology" of omgezet in een MIDI-signaal en door synthesizers en samplers kan worden weergegeven.
Ook produceerde Gibson de variant The Robot Les Paul Studio waarbij in de stemmechanieken kleine servomotors zijn geplaatst die door een stem apparaat worden aangestuurd. Met een druk op de knop en een haal langs de snaren wordt de gitaar automatisch gestemd. Het robotsysteem werd later ook aan andere les Paul modellen toegevoegd. Het bleek echter niet populair; veel gitaristen vervingen het robot systeem al snel door normale stemmechanieken. Na het bijna-faillissement van 2018 verdween dit soort "gimmicks" van Gibsons gitaren.

### Reissues
Vanaf 1971 begon Gibson ook varianten te maken die (gedeeltelijk of geheel) naar specificaties van de les Paul uit een bepaald jaar werden geproduceerd. De Gibson Les Paul Custom ‘54 reissue die vanaf 1971 werd gebouwd was uiterlijk identiek, maar had wel een tune-o-matic brug en een esdoorn top in plaats van een wrap-around brug en een volledig mahoniehouten body bij een originele Custom uit 1954.

## Imitatie
Veel budgetmerken hebben vanwege het succes van de Les Paul een namaak op de modellenlijst staan. Enkele voorbeelden hiervan zijn Vintage, Tanglewood, Tokai, Spear, Richwood. Al vroeg in de jaren 70 werden Les Pauls veelvuldig (en vaak niet onverdienstelijk) gekopieerd door Aziatische fabrikanten waaronder Tokai en Ibanez.

### Rechtszaken
In 1976 spande Gibson een rechtszaak aan tegen een heel leger Japanse fabrikanten (ook wel copycats genoemd) waarin geëist werd dat de vorm van de kop – de 'openboekvorm' – niet langer gekopieerd mocht worden. Vanaf dat moment begonnen Japanse fabrikanten meer hun eigen koers met eigen ontwerpen te varen in plaats van kopiëren. De invloed van het Les Paul-ontwerp was bij sommige van die gitaren nog duidelijk aanwezig maar ze zagen er duidelijk niet meer uit als Les Pauls. Een bekend voorbeeld van zulke instrumenten is de Aria Pro II PE-serie
Een ESP Eclipse is een imitatie van een Gibson Les Paul. Nadat er een rechtszaak tegen Gibson werd verloren moest ESP de Eclipse aanpassen. De huidige Eclipse II heeft zodoende maar 3 draaiknoppen in plaats van 4.
De Paul Reed Smith (PRS) Single Cut is geen exacte kopie van de Les Paul. Gibson ging echter toch een rechtszaak aan omdat zij meenden dat een single cut model direct van hun Les Paul was afgeleid en dat zij daarop de rechten bezaten. De rechter oordeelde echter in het voordeel van PRS.

### Epiphone
Het enige merk dat de naam Les Paul mag voeren op zijn kopieën is Epiphone, dat eigendom is van Gibson. Wel waren die tot 2020 met een andere kop uitgevoerd (met uitzondering van Epiphones die alleen voor de Japanse markt waren bedoeld). Vanaf 2020 werd de “open boek”-kop van Gibson ook op Epiphones toegepast hoewel de afmetingen van die nieuwe koppen nog wel iets afwijken van die van een echte Gibson. 
Epiphone produceert goedkopere varianten van onder meer de Gold Top, de Standard, de Custom en de Studio. Ook zijn er instapmodellen met een geschroefde hals die geen kopie zijn maar wel de omtrek van een Les Paul hebben. De Epiphones werden aanvankelijk in Japan geproduceerd en sinds eind jaren 1980 in Zuid Korea. Vanaf 2004 werd de productie grotendeels naar China verplaatst.